# Lista de episódios de Saint Seiya: The Lost Canvas
Esta é uma lista dos episódios da série de anime Saint Seiya: The Lost Canvas, também conhecido como Saint Seiya: The Lost Canvas(BR) ou Saint Seiya: A Tela Perdida(PT), é um mangá da série Saint Seiya (Os Cavaleiros do Zodíaco), lançado em 2006 no Japão. O mangá narra as histórias e as batalhas entre os Cavaleiros de Athena e as Estrelas Malignas de Hades na época em que os lendários Dohko de Libra e Shion de Áries possuíam 18 anos, ou seja, em 1743. O anime foi lançado em junho de 2009, e até o momento possui 26 episódios. Os 13 primeiros são a primeira temporada completa. E, do 14 até o 26, são da segunda temporada.
O lançamento da segunda temporada foi para Fevereiro de 2011, terminando em julho de 2011. Sendo que foram lançados 2 episódios por mês, exceto em julho, quando foram lançados 3 episódios. Em Portugal, a série estreou na SIC Radical no dia 8 de fevereiro de 2015 às 10h30.

## 1ª Temporada
| N.º | Título original                                                                             | Título no Brasil Título em Portugal                  | Exibição original                             |
| --- | ------------------------------------------------------------------------------------------- | ---------------------------------------------------- | --------------------------------------------- |
| 1   | "Promessa" Transliteração: "Yakusoku" (em japonês: 約束)                                    | A Promessa                                           | 24 de Junho de 2009 8 de Fevereiro de 2015    |
| 2   | "O Despertar de Hades" Transliteração: "Hādesu Kakusei" (em japonês: ハーデス覚醒)          | O Despertar de Hades                                 | 24 de Junho de 2009 8 de Fevereiro de 2015    |
| 3   | "Começa a Guerra Santa" Transliteração: "Seisen Shidō" (em japonês: 聖戦始動)               | O Início da Guerra Santa A Guerra Santa Começa       | 21 de Agosto de 2009 15 de Fevereiro de 2015  |
| 4   | "Pulseira da Oração" Transliteração: "Inori no Hanawa" (em japonês: 祈りの花輪)             | A Pulseira de Flores A Pulseira de Flores de Preces  | 21 de Agosto de 2009 15 de Fevereiro de 2015  |
| 5   | "Rosas Venenosas" Transliteração: "Doku Bara" (em japonês: 毒薔薇)                          | Rosa Venenosa Rosa Envenenada                        | 21 de Outubro de 2009 22 de Fevereiro de 2015 |
| 6   | "Cortejo Fúnebre das Flores" Transliteração: "Hana Sōretsu" (em japonês: 花葬列)            | O Funeral de Flores Cortejo Fúnebre de Flores        | 21 de Outubro de 2009 22 de Fevereiro de 2015 |
| 7   | "Os Frutos da Mokurenji" Transliteração: "Mokurenji no Mi" (em japonês: 木欒子の実)         | Os Frutos da Mokurenji Frutos da Árvore da Sabedoria | 23 de Dezembro de 2009 1 de Março de 2015     |
| 8   | "Um Dia com uma Brisa Agradável" Transliteração: "Yoki Kaze no Hi" (em japonês: 良き風の日) | Brisa Refrescante Ventos Favoráveis                  | 23 de Dezembro de 2009 1 de Março de 2015     |
| 9   | "Estrela Gigante" Transliteração: "Kyosei" (em japonês: 巨星)                               | A Estrela Gigante Estrela Gigante                    | 23 de Fevereiro de 2010 8 de Março de 2015    |
| 10  | "Advento" Transliteração: "Kōrin" (em japonês: 降臨)                                        | O Advento                                            | 23 de Fevereiro de 2010 8 de Março de 2015    |
| 11  | "Não Alcanço Mais" Transliteração: "Mō Todokanai" (em japonês: もう届かない)                | Fora de Alcance Agora Inacessível                    | 21 de Abril de 2010 15 de Março de 2015       |
| 12  | "Sacrifício Que Não Sumirá" Transliteração: "Taenai Gisei" (em japonês: 絶えない犠牲)       | Sacrifício Sem Fim Os Sacrifícios Implacáveis        | 21 de Abril de 2010 15 de Março de 2015       |
| 13  | "Partida" Transliteração: "Tabidachi" (em japonês: 旅立ち)                                  | A Partida                                            | 21 de Abril de 2010 22 de Março de 2015       |

## 2ª Temporada
| N.º | Título original | Título no Brasil Título em Portugal                                  | Exibição original                           |
| --- | --- | -------------------------------------------------------------------- | ------------------------------------------- |
| 14  | "Floresta da Morte" Transliteração: "Shi no Mori" (em japonês: 死の森)                                             | A Floresta da Morte                                                  | 23 de Fevereiro de 2011 22 de Março de 2015 |
| 15  | "Se Pudesse Voltar para Aquele Dia" Transliteração: "Moshi Ano Hi ni Kaeretara" (em japonês: もしあの日に帰れたら) | Se Eu Pudesse Voltar para Aquele Dia Se Pudéssemos Voltar a Esse Dia | 23 de Fevereiro de 2011 29 de Março de 2015 |
| 16  | "Deuses e Peões" Transliteração: "Kami to Koma" (em japonês: 神と駒)                                               | Deuses e Peões                                                       | 18 de Março de 2011 29 de Março de 2015     |
| 17  | "Lixo" Transliteração: "Chiriakuta" (em japonês: 塵芥)                                                             | Lixo                                                                 | 18 de Março de 2011 5 de Abril de 2015      |
| 18  | "Eu Só Quero que Viva" Transliteração: "Tada Ikite Hoshii" (em japonês: ただ生きてほしい)                          | Quero que Sobreviva Eu Só Quero Viver                                | 20 de Abril de 2011 5 de Abril de 2015      |
| 19  | "Espada Solitária" Transliteração: "Kokō no Ken" (em japonês: 孤高の剣)                                            | A Espada Solitária                                                   | 20 de Abril de 2011 12 de Abril de 2015     |
| 20  | "Prisão dos Sonhos" Transliteração: "Yume no Rōgoku" (em japonês: 夢の牢獄)                                        | Prisão dos Sonhos A Prisão dos Sonhos                                | 18 de Maio de 2011 12 de Abril de 2015      |
| 21  | "Para Além dos Sonhos" Transliteração: "Yume no Saki Ni" (em japonês: 夢の先に)                                    | Além dos Sonhos Para Além dos Sonhos                                 | 18 de Maio de 2011 19 de Abril de 2015      |
| 22  | "Caminho da Justiça" Transliteração: "Taigi no Michi" (em japonês: 大義の道)                                       | O Caminho da Justiça                                                 | 22 de Junho de 2011 19 de Abril de 2015     |
| 23  | "Espada Sagrada" Transliteração: "Seiken" (em japonês: 聖剣)                                                       | A Espada Sagrada Espada Sagrada                                      | 22 de Junho de 2011 26 de Abril de 2015     |
| 24  | "Tempo de Batalhas Sangrentas" Transliteração: "Kessen no Toki" (em japonês: 血戦の時)                             | A Batalha Sangrenta Hora da Batalha Final                            | 20 de Julho de 2011 26 de Abril de 2015     |
| 25  | "Quanto Tempo" Transliteração: "Ikuseisō" (em japonês: 幾星霜)                                                     | Muitos e Muitos Anos Muitas Luas                                     | 20 de Julho de 2011 3 de Maio de 2015       |
| 26  | "Seja Você Mesmo" Transliteração: "Omae Rashiku Are" (em japonês: お前らしくあれ)                                  | Seja Você Mesmo Sê Tu Mesmo                                          | 20 de Julho de 2011 3 de Maio de 2015       |